# Mineração de processos
A mineração de processos é uma área de pesquisa relativamente nova e está relacionada a aprendizagem de máquina e mineração de dados. A ideia básica da Mineração de Processos é descobrir, monitorar e melhorar processos reais, extraindo conhecimentos de logs de eventos disponíveis em diversos sistemas de informação.
A Mineração de Processos, assim como as abordagens clássicas para a melhoria de processos, tais como: Melhoria Contínua de Processos (CPI), Gestão da Qualidade Total (TQM) e Seis Sigma possuem um objetivo em comum: “colocar um microscópio sobre os processos", com objetivo de identificar problemas com foco na otimização do desempenho operacional. Seis Sigma, por exemplo, é uma metodologia abrangente fundamentada na estatística para identificar, isolar e eliminar variações ou defeitos em processos. Esta metodologia segue a abordagem DMAIC (sigla para os termos em inglês Define, Measure, Analyse, Improve e Control), que consiste em cinco etapas: (a) definir o problema a ser resolvido e as metas a serem alcançadas; (b) coletar os dados dos indicadores de desempenho; (c) analisar os dados para investigar e verificar as relações de causa e efeito; (d) melhorar o processo atual com base em análises retrospectivas; (e) controlar o processo para minimizar os desvios da meta. A Mineração de Processos, neste contexto, pode ser aplicada em conjunto com os Seis Sigmas, especialmente nas etapas de análise e controle, a partir dos conhecimentos obtidos dos modelos de processos descobertos.
A Mineração de Processos também está relacionada a outra importante área de conhecimento, denominada como Gerenciamento de Processos de Negócio (BPM). BPM tem como objetivo apoiar os processos de negócios aplicando métodos, técnicas e suporte computacional para modelagem, controle, análise e melhoria de processos operacionais realizados por atores humanos, atores computacionais, documentos e outras fontes de informação. Dentro do BPM, a Análise de Processos de Negócio (BPA) é uma subárea que inclui desenhos de modelos de negócios, técnicas de simulação, diagnósticos, verificações de desempenho e análises de processos [33]. Outra subárea concerne ao Monitoramento de Atividades de Negócio (BAM), cujo objetivo é o diagnóstico de desempenho dos processos em sistemas de BPM, utilizando indicadores e regras de controle. BAM tem objetivos semelhantes aos da Mineração de Processos, especificamente na análise de aprimoramento.
A Mineração de Processos encerra um conjunto de abordagens, cujo objetivo principal é extrair conhecimentos de logs de eventos armazenados em diversos sistemas de informações, onde é possível: 1) descobrir modelos que representam o processo analisado; 2) verificar a conformidade dos eventos em relação ao modelo descoberto; 3) ampliar e expandir o modelo descoberto combinando informações de gargalos, desempenho, recursos, etc.
Nas seções subsequentes serão descritos conceitos relacionados ao log de eventos, Mineração de Processos, técnicas de mineração, tipos de processos analisados, e métricas de avaliação de modelos de processos.

## Logde eventos
Log de eventos representam instâncias de processos armazenados em sistemas de informações e podem ser vistos como um conjunto de traços, onde cada traço descreve o ciclo de vida de um caso em particular, que por sua vez é composto por eventos. A Tabela 1 ilustra o fragmento de um log de eventos, onde cada linha corresponde a um evento. Os eventos se referem a dois casos (205061, 205085) e possuem atributos que representam a atividade que foi executada, quando ela ocorreu e o caso que a mesma está relacionada.
Tabela 1 - Log de eventos.
| Caso   | Data                | Atividade                   | Recurso | Escritório  |
| 205061 | 03/01/2016 15:40:00 | Criar ordem de venda        | Eduardo | Vendas      |
| 205061 | 03/01/2016 15:55:20 | Adicionar Produtos          | Maria   | Vendas      |
| 205061 | 03/01/2016 15:55:25 | Adicionar Produtos          | Maria   | Vendas      |
| 205085 | 03/01/2016 15:42:00 | Criar ordem de venda        | Eduardo | Vendas      |
| 205085 | 03/01/2016 15:45:19 | Adicionar Produtos          | Maria   | Vendas      |
| 205085 | 03/01/2016 15:49:35 | Faturar pedido              | Maria   | Faturamento |
| 205061 | 03/01/2016 16:01:46 | Solicitar Orçamento Técnico | João    | Vendas      |
| 205061 | 03/01/2016 16:09:01 | Enviar Orçamento            | João    | Engenharia  |

No log de eventos da Tabela 1 é possível verificar que existem atributos adicionais, como Recurso e Escritório. Estes atributos permitem analisar os processos em diferentes perspectivas, respondendo diferentes questões no momento da análise. Por exemplo, é possível verificar que a atividade do caso “205061” foi realizada na Data “03/01/2016 15:40:00” pelo recurso “Eduardo”. Outros comportamentos também podem ser observados, por exemplo, a atividade “Adicionar Produtos” sempre é precedida da atividade de “Criar ordem de vendas” e ambas são executadas no escritório de “Vendas”. A partir dos logs de eventos pode-se conduzir quatro tipos de Mineração de Processos que serão descritos na próxima subseção.

## Tipos
A partir de um conjunto de traços presente nos logs de eventos pode-se conduzir quatro tipos de Mineração de Processos: descoberta, conformidade, aprimoramento e suporte operacional.
O processo de descoberta é responsável por produzir modelos de processos sem utilizar qualquer tipo de informação prévia do processo. Ao longo dos anos diversas técnicas surgiram com este propósito, sendo o Alpha Algorithm uma abordagem precursora. O resultado obtido da aplicação deste algoritmo, por exemplo, é um modelo de processo baseado em uma Rede de Petri.

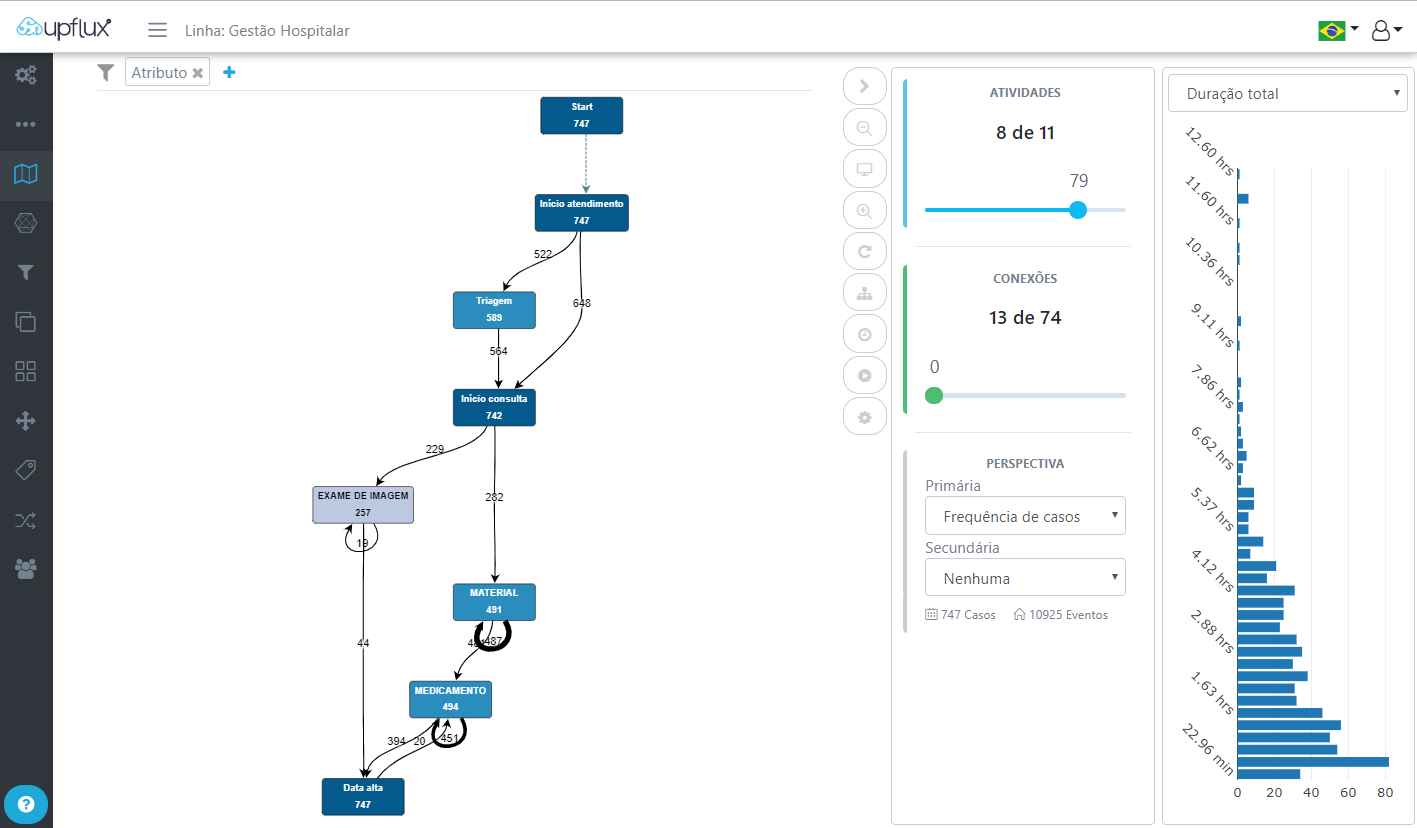
Mapa de processo descoberto

Após a descoberta de um processo, a análise de conformidade tem como objetivo principal comparar um modelo de processo existente com o modelo descoberto a partir de um log de eventos. Tal iniciativa pode ser utilizada para verificar se o processo real, registrado em log, está em conformidade com o modelo previamente estabelecido e vice-versa. Desta forma, pode-se detectar, localizar e explicar desvios em um processo, bem como mensurar a importância e gravidade dos mesmos.
O terceiro tipo de Mineração de Processos é chamado de aprimoramento ou extensão e visa melhorar e enriquecer um modelo existente de processo a partir de informações do processo que podem ser extraídas do log de eventos. Um exemplo de aprimoramento é a combinação de modelos de processos com dados de desempenho, obtidas por exemplo na data de início e término das atividades. A Figura 8 ilustra a aplicação da extensão em um modelo de processo, onde é possível observar algumas atividades e transições com uma maior ênfase. Nesse caso em especifico, as atividades nas cores acentuadas para o vermelho representam tempo de execução maior em relação as outras atividades, caracterizando possíveis gargalos no processo.
Por fim, o último tipo de Mineração de Processos é chamado de suporte operacional, cuja principal diferença em relação aos tipos de Mineração de Processos descritos anteriormente está relacionada a análise realizada de forma online. Desta forma, com base em modelos de processos descobertos pode-se verificar, prever, ou recomendar atividades em casos que estão ocorrendo em uma configuração online, influenciando as execuções dos processos em tempo real. Com base nos tipos de Mineração de Processos, serão apresentadas a seguir algumas técnicas que permitem colocar em prática a operacionalização de diferentes tipos de mineração.

## Maior encontro sobre mineração de processos do Brasil
O Process Mining Day é o maior evento sobre mineração de processos do Brasil. O PMD é um encontro anual que reúne especialistas nacionais e internacionais para debater as possibilidades, inovações e tecnologias aplicadas ao Process Mining. 
Em 2021, na sua primeira edição, o Process Mining Day reuniu mais de 20 especialistas que debateram durante 8 horas sobre como inovar na gestão de processos em diversos modelos de negócios utilizando essa solução. O Dr. Wil van der Aalst, pesquisador considerado o pai do Process Mining, foi um dos painelistas do evento. 
Temas que estiveram em pauta nesse encontro: eficiência operacional, transformação digital, lean manufacturing, experiência do cliente, indústria 4.0, lean office, data analytics, inovação, mapeamento de processos, produtividade e performance, projetos de melhoria contínua e compliance de processos. 
Em 2022, a segunda edição do Process Mining Day foca na gestão em saúde. Sabendo que o futuro do setor está diretamente ligado à transformação digital, o encontro quer reunir grandes nomes do mercado para debater formas de como alcançar a excelência operacional e entregar mais valor à saúde com uso de mineração de processos. 

O evento é online e gratuito e sua segunda edição acontece no dia 14 de abril de 2022. 